# RStudio
RStudio — вільне та відкрите інтегроване середовище розробки (IDE) для R, мови програмування обчислювальної статистики та візуалізації даних. RStudio була започаткована Джозефом Аллером, творцем мови програмування ColdFusion. Хадлі Вікхем головний науковець RStudio.
RStudio доступна в двох версіях: RStudio Desktop, в якій програми працюють як звичайні застосунки та RStudio Server, яка дозволяє отримувати доступ до RStudio, запущеної на віддаленому Linux сервері, через вебінтерфейс. Дистрибутиви RStudio Desktop доступні для Windows, macOS та Linux.
RStudio доступна у вільній та комерційній редакціях та працює на настільних комп'ютерах (Windows, macOS, та Linux) або у браузері з'єднаному з RStudio Server або з RStudio Server Pro (Debian, Ubuntu, Red Hat Linux, CentOS, openSUSE та SLES).
RStudio написана на мові C++ з використанням Qt framework для графічного інтерфейсу користувача.
Розробка RStudio почалась приблизно у грудні 2010, і перша публічна бета-версія (v0.92) була офіційно анонсована у лютому 2011. Версію 1.0 було випущено 1 листопада 2016.